# Strzelanina w Sacramento (2022)
Strzelanina w Sacramento – strzelanina, która miała miejsce 3 kwietnia 2022 roku w Sacramento w stanie Kalifornia w Stanach Zjednoczonych. W jej wyniku zginęło 6 osób, a 12 zostało rannych i była to największa strzelanina w historii miasta.

## Przebieg
Strzelanina wydarzyła się około godz. 2:00 w nocy czasu miejscowego, kiedy sprawcy oddali strzały w tłum osób idących ulicą w centrum miasta. Bezpośrednio po wydarzeniu, na portalu społecznościowym Twitter pojawiło się wiele nagrań, gdzie została uchwycona strzelanina, jako że w momencie ataku w okolicy dużo osób wracało z koncertu i z okolicznych restauracji.
Rzeczniczka policji w Sacramento powiedziała po ataku, że sprawcy zbiegli z miejsca ataku i było ich wielu, poprosiła też, by inne osoby pomogły policji w ustaleniu ich tożsamości i miejsca pobytu; dzień później zatrzymano tylko jedną osobę w związku z popełnieniem tego ataku.

## Ofiary strzelaniny
W wyniku ataku śmierć poniosło 6 osób – 3 mężczyzn i 3 kobiety w wieku od 21 do 57 lat, a pierwszą z ofiar był 38-letni mężczyzna:
1. Sergio Harris (lat 38)
2. Johntaya Alexander (lat 21)
3. Melinda Davis (lat 57)
4. Joshua Hoye-Lucchesi (lat 32)
5. Yamile Martinez-Andrade (lat 21)
6. DeVazia Turner (lat 29)

12 następnych osób zostało rannych w wyniku tego zdarzenia.

## Następstwa
Chwilę po ataku, przybyła na miejsce policja nakazała wstrzymać ruch uliczny pomiędzy ulicami 9th Street, 13th Street, L Street i J Street, wzywając inne osoby do unikania tego obszaru. Później zaapelowano, by świadkowie tych tragicznych wydarzeń pomogli funkcjonariuszom w identyfikacji i ustaleniu miejsca pobytu podejrzewanych sprawów. Dzień po ataku w mieście ponownie otwarto ulice w okolicy strzelaniny. W czasie ataku padły dziesiątki strzałów z broni, uszkodzone zostały budynki i pojazdy.
Sprawcami ataku okazało się być rodzeństwo 26-letni Dandrae Martin i 27-letni Smiley Martin, którzy zostali zatrzymani dzień po wydarzeniu i oni także zostali poszkodowani w wyniku tej strzelaniny.
Niedługo później zatrzymano inną osobę, która brała udział w strzelaninie; nie jest jasne, kto ją rozpoczął, ale była to konfrontacja kilku grup przestępczych, w wyniku której ostrzelane zostały również osoby niezwiązane z gangami.

## Reakcje
Prezydent Stanów Zjednoczonych Joe Biden, w reakcji na atak, zaapelował po raz kolejny w swojej kadencji do Kongresu USA o wprowadzenie większych restrykcji w prawie dostępu do broni palnej w kraju. Kalifornia ma wyjątkowo restrykcyjne przepisy odnośnie dostępu do broni palnej na tle innych stanów w USA.
W następną noc w mieście odbyło się żałobne czuwanie ze świecami w celu upamiętnienia ofiar strzelaniny. Osoby biorące udział w zgromadzeniu weszły też na teren wciąż jeszcze wtedy zamkniętych przez policję ulic, na których wydarzył się atak.
Wiele sklepów w centrum miasta i innych przedsiębiorstw zostało także zamkniętych przez ich właścicieli.
W dniu ataku, niedługo po tym kiedy się wydarzył, odbył się zaplanowany na ten termin mecz koszykówki między drużynami Sacramento Kings i Golden State Warriors – rozpoczął się on od minuty ciszy upamiętniającej zabitych w wydarzeniu; w trakcie strzelaniny został też uszkodzony w wyniku ostrzelania autobus wiozący członków jednego z zespołów popowych, którzy tego dnia mieli odbyć w mieście koncert – członkowie grupy wydali później oświadczenie, w którym poinformowali, że żadnemu z jej członków nic się nie stało i złożyli kondolencje rodzinom zabitych i rannych osób.